# Ranunculus flammula

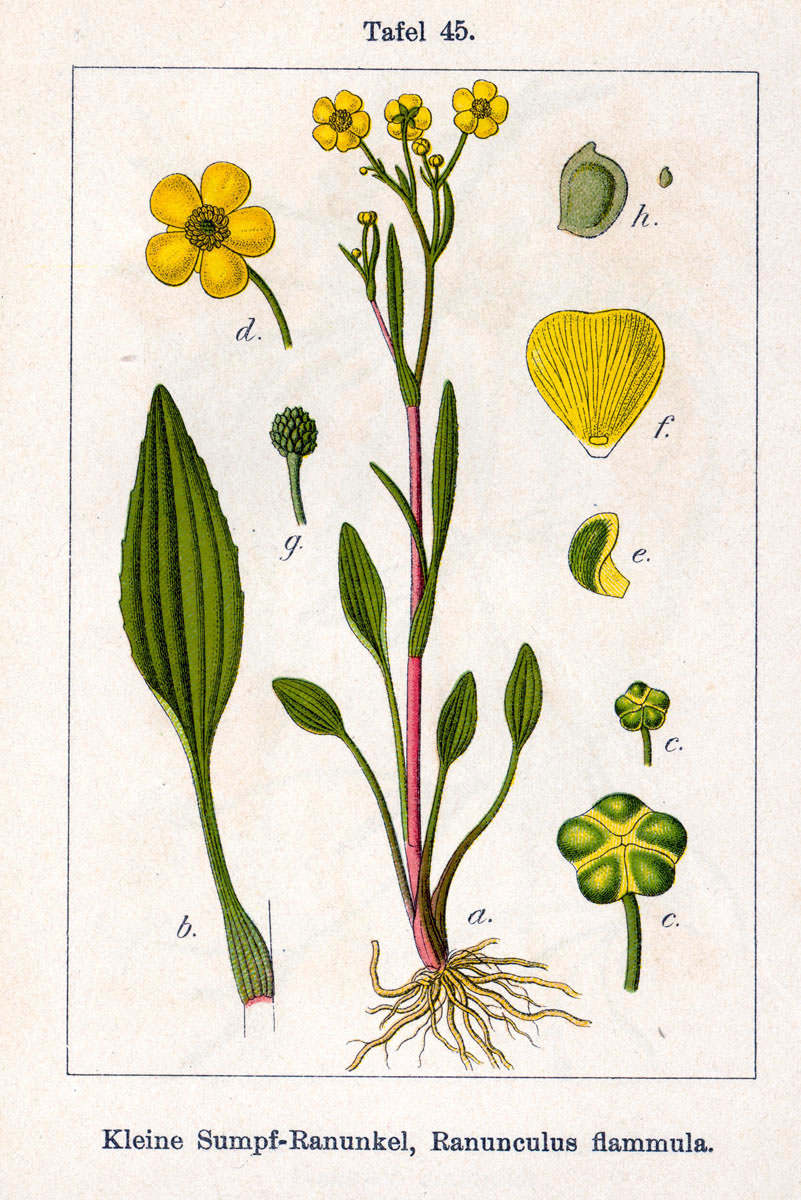
Ilustración

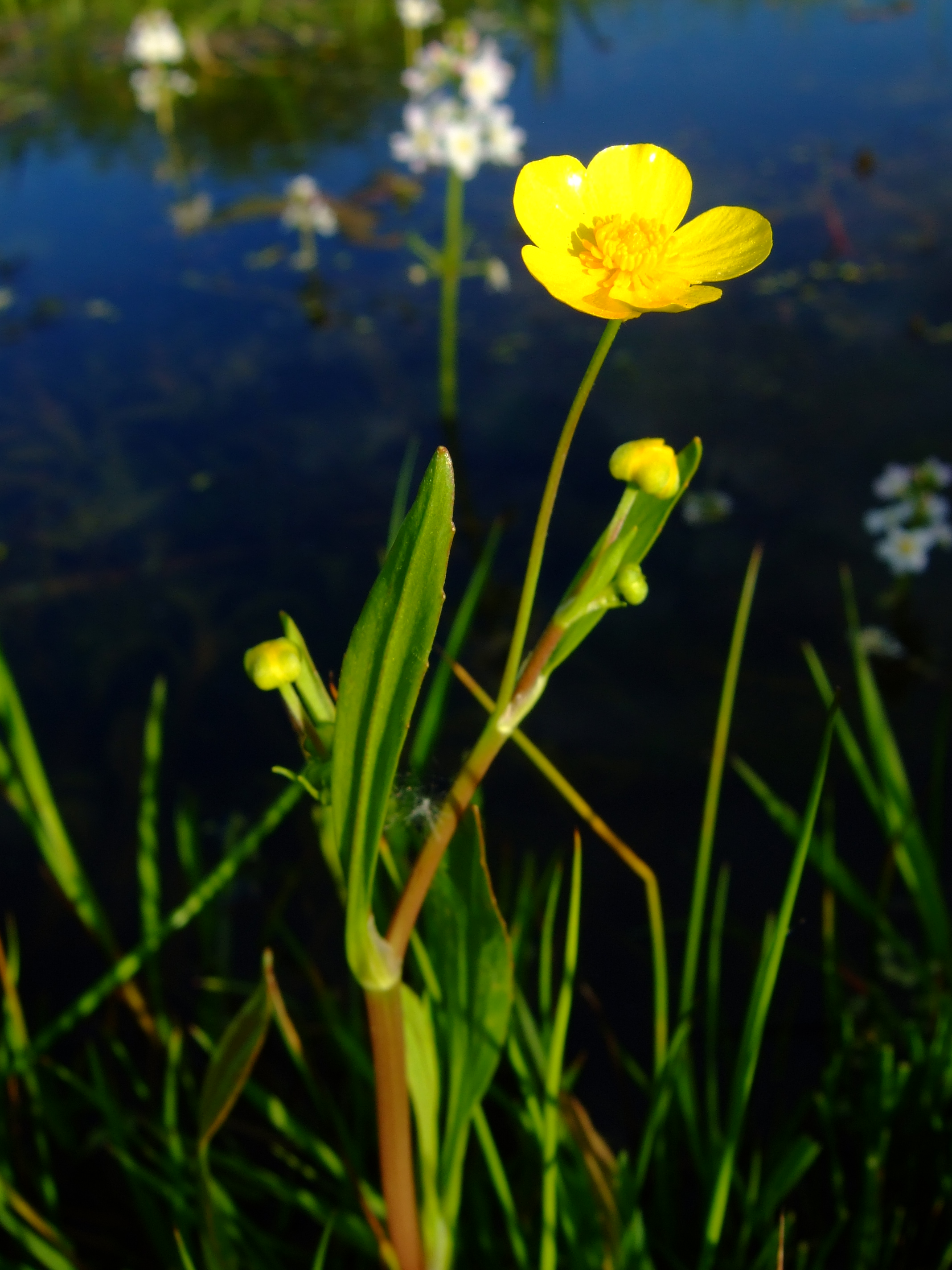
Vista de la planta

Ranunculus flammula es una especie de la familia de las ranunculáceas.

## Descripción
Erecta o rastrera, perenne, bastante carnosa, de 10-50 cm, con hojas ovadas y amplias, lanceoladas, y una o varias flores amarillas de 7-20 mm de diámetro. 5 sépalos, amarilloverdosos; 5 pétalos obovados, amarillo brillante pálido. La mayoría de las hojas de arriba sin pecíolos, las de abajo pecioladas, todas enteras o dentadas. Florece en primavera y verano.

## Hábitat
Prados muy húmedos, pantanos, turberas.

## Distribución
Toda Europa, excepto Turquía y Albania.

## Taxonomía
Ranunculus flammula fue descrita por Carlos Linneo y publicado en Species Plantarum 1: 548. 1753.
Citología
Números cromosomáticos de Ranunculus flammula  (Fam. Ranunculaceae) y táxones infraespecificos: n=16
Etimología
Ver: Ranunculus
flammula: epíteto latino que significa "pequeña llama".
Variedades
- Ranunculus flammula var. flammula
- Ranunculus flammula var. ovalis (J.M.Bigelow) L.D.Benson
- Ranunculus flammula subsp. scoticus (E.S.Marshall) Clapham

Sinonimia
- Flammula ranunculus Fourr.

var. flammula
- Ranunculus flammula var. angustifolius Wallr.

var. ovalis (J.M. Bigelow) L.D. Benson
- Ranunculus filiformis var. ovalis J.M. Bigelow
- Ranunculus flammula var. samolifolius (Greene) L.D. Benson
- Ranunculus reptans var. ovalis (J.M. Bigelow) Torr. & A. Gray
- Ranunculus reptans var. samolifolius (Greene) L.D. Benson
- Ranunculus samolifolius  Greene

subsp. scoticus (E.S.Marshall) Clapham
- Ranunculus scoticus E.S.Marshall	[7]

## Nombres comunes
- Castellano: bugallón, flámula, hierba de la flámula, hierba flámula, ranúnculo flámmula, ranúnculo inflamatorio, ranúnculo menor, yerba de la flámula.[4][8]